# Палакіон (фортеця)
Палакіон (грец. Παλάκιον), згідно свідчень Страбона — скіфська фортеця в степах Криму.

## Опис
Інформація про фортецю міститься в написі на могильному камені жителя Херсонеса, який загинув у битві біля стін Палакіона, що сталася, можливо, в ході Діофантових воєн.

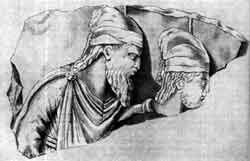
Цар Скілур і Палак. Барельєф з Неаполя Скіфського.

Страбон припускає, що Палакіон, Хабон та Скіфський Неаполіс були названі на честь синів скіфського правителя Скілура (Палака, у разі Палакіона):
|  | «У Херсонесі є також укріплення, які побудував Скілур та його сини. Ці укріплення - Палакій, Хаб і Неаполь - служили їм опорними пунктами проти полководців Мітрідата.» Страбон. Географія, VII, 4.3 |

 
Петер Симон Паллас, а за ним — археолог Іван Бларамберг та інші дослідники, пов'язували назву Балаклави з Палакіоном, але цьому немає ніяких історичних свідоцтв.
У VII-VI ст. до н. е. тут мешкали таври, які іменували своє селище Плакій (Палакій, Палакіон). Згодом їх потіснили греки-колоністи, котрі назвали це місце Символон. Зараз це чачтина Балаклавського міськрайону м. Севастополя.
Археолог Т. Н. Висотська висунула гіпотезу, що  Палакіоном було Усть - Альминське городище.